# La sfinge senza enigma
La Sfinge (titolo originale The Sphinx), è una poesia che Oscar Wilde pubblicò nel 1894 e dedicò al poeta simbolista francese Marcel Schwob, per amicizia e ammirazione. 
È composta da 174 versi raggruppati in distici di sedici sillabe, vi è la presenza di rime interne. Dal punto di vista metrico, Wilde prese ispirazione dalla poesia In Memoriam di Alfred Tennison.

## Storia
Oscar Wilde iniziò a lavorarci quando si trovava all'Hotel Voltaire a Parigi, come lui stesso poi raccontò al suo amico Robert Ross.
La stesura della Sfinge fu un processo lungo e complicato, durato quasi vent'anni che produsse undici gruppi di manoscritti, ancora oggi reperibili. Wilde iniziò a lavorarci nel 1874, l'anno in cui andò a Oxford, forse nell'estate di quell'anno quando era in vacanza a Parigi con i suoi genitori. Nel 1883, sempre a Parigi,produsse una versione che comprendeva tredici strofe non presenti nella poesia pubblicata. Nel 1890 Wilde, avendo bisogno di soldi e volendo presentarsi come qualcosa di più di uno scrittore di narrativa e giornalista, portò la sua poesia nella sua forma finale, pronta per la pubblicazione.

## Lavori correlati
Nel manoscritto iniziale (ancora oggi reperibile) vi sono anche degli schizzi disegnati dallo stesso Wilde, alcuni di essi rappresentano la sua vita scolastica al college.